# Georg von Altrock
Georg Friedrich von Altrock (* 10. März 1857 in Glauschnitz; † 11. Mai 1919 in Gröba) war ein deutscher Rittergutsbesitzer und Politiker.

## Leben
Georg entstammte dem Adelsgeschlecht derer von Altrock. Er besuchte die Lehr- und Erziehungs-Anstalt von Dr. Christian Friedrich Krause in Dresden. Durch die 1895 eingegangene Ehe mit Marie Luise von Kommerstädt (1855–1941) kam er in den Besitz von Rittergut und Schloss Gröba. Von 1915 bis zur Auflösung der konstitutionellen Monarchie im November 1918 war er als gewählter Vertreter der Rittergutsbesitzer im Meißnischen Kreis Abgeordneter in der I. Kammer des Sächsischen Landtags.